# 安全衛生改善計画
安全衛生改善計画（あんぜんえいせいかいぜんけいかく）とは、労働安全衛生法等において定められている、安全管理のための体制、職場の施設、安全衛生教育などの面で総合的な改善整備を必要とする事業所を、行政官庁が個別に指定して作成させる計画である。
計画の作成によって、それぞれの事業場において重大な労働災害発生件数の減少及び安全衛生管理活動の改善が期待される。もっとも計画は、立派に作成してもそれが実行されなければ絵に描いた餅になってしまうので、実施結果について必ず評価し、次の計画に反映させることが重要である。事業場における自主的な安全衛生活動の促進には、事業場トップの積極的な取組が必要であることから、総括安全衛生管理者が統括管理する業務について「安全衛生の方針の表明に関すること」「安全衛生に関する計画の作成、実施、評価及び改善に関すること」が定められて、経営トップが事業場の安全衛生に積極的に関与する事により、品質の改善と作業能率及び生産性の面にも好ましい影響をもたらし、企業経営の貢献にもつながる。
- 本項で労働安全衛生法については以下では条数のみ記す。

## 概説
- 安全衛生改善計画（第79条1項） - 労働災害の防止を図るため総合的な改善措置を講ずる必要があると認めるときに、都道府県労働局長が指示。
- 特別安全衛生改善計画（第78条1項） - 重大な労働災害が発生した場合において、再発防止の必要がある場合に、厚生労働大臣が指示。

事業者は、計画を作成しようとする場合には、当該事業場に労働者の過半数で組織する労働組合があるときにおいてはその労働組合、労働者の過半数で組織する労働組合がないときにおいては労働者の過半数を代表する者の意見を聴かなければならない（第78条2項、第79条2項）。また、計画の策定については安全委員会・衛生委員会の調査審議事項の一つでもあり（第17条、第18条、規則第21条、第22条）、同委員会が正常に機能している事業場では当然に委員会において計画策定の審議がなされるはずである。
- 「過半数代表者」の要件については、労使協定#過半数代表を参照。

事業者及びその労働者は、作成された計画を守らなければならない（第78条3項、第79条2項）。
行政官庁が計画の作成を指示した場合において、専門的な助言を必要とすると認めるときは、当該事業者に対し、労働安全コンサルタント又は労働衛生コンサルタントによる安全又は衛生に係る診断（安全衛生診断）を受け、かつ、計画の作成又は変更について、これらの者の意見を聴くべきことを勧奨することができる（第80条1項、2項）。計画の作成は、高度に専門的な知識を必要とする場合があり、当該事業場の事業内容を知悉している事業主といえども決して容易なことではない。また、客観的な第三者の立場から見た方が、より良く全体の問題や対処法策が浮かび上がってくる場合が多い。第80条により、当該事業場の総合的な安全衛生改善措置を講ずるにあたって適切な計画が作成されるよう配慮されている。

## 安全衛生改善計画
安全衛生改善計画の作成の指示制度は、当該事業場の安全衛生の状態を総合的に、より改善しようとするものであるので、必ずしも法違反の状態にあるもののみを前提とするものではないこと（昭和47年9月18日発基第91号)。「総合的な改善措置」とは、労働災害の防止を図るための設備、管理、教育面等全般にわたる改善措置をいうが、必ずしも当該事業場全体に係る改善措置である必要はなく、事業場のうちの一部門に限った改善措置でも差しつかえないものであること（昭和47年9月18日基発第602号）。
対象事業場の指定は、次に該当するもの等であって、労働災害防止上の措置が特に必要と認められる事業場等として都道府県労働局長が対象の実情等を勘案して指定するものとする。指定期間は、原則として、指定した年度の4月1日から翌年3月31日までの1年間とする。なお、指定事業場に対する指導の結果、改善計画に基づいて措置すべき事項が完了していない場合には、さらに1年間継続して指定を行うものとする（平成29年3月31日基発0331第76号）。
1. 安全管理特別指導事業場 - 安全対策の取組に課題があると認められ、改善措置を講ずる必要がある事業場
2. 衛生管理特別指導事業場
  - 以下の1.から4.のいずれかに該当する事業場のうち職業性疾病予防対策の取組に課題があると認められ、改善措置を講ずる必要がある事業場
    1. 粉じん、鉛、四アルキル鉛、有機溶剤、石綿、特定化学物質などに係る業務を有する事業場
    2. 騒音、振動、放射線、高温等に係る有害業務を有する事業場
    3. 1.以外のがん等重篤な健康障害を起こすおそれのある化学物質を製造し、又は取り扱っている事業場
    4. 作業行動等に起因する健康障害の発生するおそれのある事業場

  - メンタルヘルス不調の防止の取組に課題があると認められ、改善措置を講ずる必要がある事業場

改善計画の計画事項には、以下の1.から5.の事項を盛り込むこと。このうち、3.は、都道府県労働局長から交付された安全衛生改善計画作成指示書の記載内容を踏まえて作成すること。なお、改善計画事項の検討及び措置の実施に当たっては、労働安全コンサルタント、労働衛生コンサルタント、産業保健総合支援センターのメンタルヘルス対策促進員などの専門家を活用することが望ましいこと。また、改善計画事項の検討及び措置の実施に当たっては、第28条の2第1項又は第57条の3第1項及び第2項の規定に基づく、危険性又は有害性等の調査等が適切かつ有効に行われるようにすることとし、具体的には、「危険性又は有害性等の調査等に関する指針」又は「化学物質等による危険性又は有害性等の調査等に関する指針」に示すリスク低減措置を実施する際の優先順位を考慮すること（平成29年3月31日基発0331第76号）。
1. 事業場の安全衛生上の課題又は改善点
2. 改善計画の到達目標
3. 改善計画の到達目標を達成する上での具体的取組事項(以下「改善計画事項」という。)
4. 改善計画事項ごとの工程表(計画完了予定年月を含む。)
5. 改善計画の実施に当たって問題となる事項その他参考事項

## 特別安全衛生改善計画
平成27年6月の改正法施行により新たに設けられた規定である。労働安全衛生法令等に違反したことを原因とした同様の重大な労働災害を複数の事業場で発生させた事業者に対し、厚生労働大臣が当該事業者の全ての事業場における再発防止のための安全又は衛生に関する改善計画の作成を指示することができるものである（平成27年5月15日基発0515第1号）。「重大な労働災害」とは以下のいずれかに該当する災害をいう（規則第84条1項）。改正前は一度に3名以上が被災する労働災害を「重大災害」と定義していたものとは異なるものであることに注意すること（平成27年5月15日基発0515第1号）。
- 死亡災害
- 負傷又は疾病により労災保険法施行規則別表第一の障害等級1級から7級のいずれかに該当する障害が生じたもの又は生じるおそれがあるもの
  - 「生じるおそれのあるもの」については、事業者が発生させた重大な労働災害についての再発防止対策を速やかに行う必要性に鑑み、労働者災害補償保険法施行規則別表第1の障害等級第1級から第7級までのいずれかに該当する障害が生じたものとして労災認定がなされたもののほか、労働災害が発生した時点において、労働災害の負傷等の程度から、障害等級第1級から第7級までのいずれかに該当する障害を生じるおそれがあると判断されるものを含むこととしたものであること。具体的には、事業者より提出のあった労働者死傷病報告書又は災害調査の結果等において、障害等級第1級から第7級までの障害を生じるおそれのある労働災害に該当するか否かを判断するものであること。この場合において、労働災害が発生した時点において、その負傷等の程度から、障害を生じるおそれがあるか否かが判断できないものは、当該時点においては重大な労働災害には該当しないものであること。ただし、その後の労災認定において障害等級第7級以上であることが確定した場合には、重大な労働災害に該当するものであり、この場合、第84条第2項第1号の「重大な労働災害を発生させた日」とは、当該労災認定がなされた日ではなく、当該重大な労働災害が発生した日として取り扱うこと。なお、例えば、重大な労働災害が遅発性の疾病である場合は、診断によって当該疾病にかかったことが確定した日を、当該負傷又は疾病が原因で死亡した場合には、負傷した日又は診断によって疾病にかかったことが確定した日を、それぞれ「重大な労働災害が発生させた日」とする（平成27年5月15日基発0515第1号）。

「重大な労働災害の再発を防止するため必要がある場合」とは、以下のいずれにも該当する場合をいう（規則第84条2項）
1. 重大な労働災害を発生させた事業者が、当該重大な労働災害を発生させた日から起算して3年以内に、当該重大な労働災害が発生した事業場以外の事業場において、当該重大な労働災害と再発を防止するための措置が同様である重大な労働災害を発生させた場合
2. 1.の事業者が発生させた重大な労働災害及び当該重大な労働災害と再発を防止するための措置が同様である重大な労働災害が、いずれも当該事業者が労働安全衛生法、じん肺法若しくは作業環境測定法若しくはこれらに基づく命令の規定又は労働基準法第36条1項但書、第62条1項若しくは2項、第63条、第64条の2若しくは第64条の3第1項若しくは第2項若しくはこれらの規定に基づく命令の規定に違反して発生させたものである場合
  - 法では、基本的に事業者の労働災害防止のための措置義務が規定されているが、第31条の規定など、一部、関係請負人の労働者を含めた労働災害防止の措置として、元方事業者等に措置義務を定めた規定がある。例えば、関係請負人の事業者が実施すべきとされておらず、元方事業者等が自ら実施すべき措置に係る関係法令の違反が原因となって重大な労働災害が発生したときには、被災者が、自らの使用する労働者ではなく関係請負人の労働者であった場合でも、当該元方事業者等が再発防止のための措置を講ずべきものであることから、当該元方事業者等により発生させた重大な労働災害として取り扱うものであること（平成27年5月15日基発0515第1号）。

特別安全衛生改善計画の作成を指示された事業者は、指示書に記載された提出期限までに次に掲げる事項を記載した特別安全衛生改善計画を作成し、労働組合等の意見書を添付して厚生労働大臣（当該事業者の本社事業場を管轄する都道府県労働局労働基準部健康安全主務課を経由して）に提出しなければならない（規則第84条4項、5項、平成27年5月15日基発0515第1号）。計画の提出期限については、事業者が発生させた重大な労働災害の態様、必要となる計画の範囲等を勘案し、厚生労働大臣が個別に設定するものであること（平成27年5月15日基発0515第1号）。
1. 氏名又は名称及び住所並びに法人にあっては、その代表者の氏名
2. 計画の対象とする事業場
3. 計画の期間及び実施体制
4. 当該事業者が発生させた重大な労働災害及び当該重大な労働災害と再発を防止するための措置が同様である重大な労働災害の再発を防止するための措置
5. 前各号に掲げるもののほか、前号の重大な労働災害の再発を防止するため必要な事項

厚生労働大臣は、特別安全衛生改善計画が重大な労働災害の再発の防止を図る上で適切でないと認めるときは、特別安全衛生改善計画変更指示書（様式第19号の2）により、事業者に対し、当該特別安全衛生改善計画を変更すべきことを指示することができる（第78条4項、規則第84条の2）。変更の指示を行う場合としては、当該計画が発生させた重大な労働災害の原因に対応した対策の内容になっていないとき、当該計画の対象が重大な労働災害の発生した事業場のみに止まっており、他の関連する事業場で同様の労働災害の発生を防止するものになっていないときが含まれること（平成27年5月15日基発0515第1号）。
厚生労働大臣は、1項若しくは4項の規定による指示を受けた事業者がその指示に従わなかった場合又は特別安全衛生改善計画を作成した事業者が当該特別安全衛生改善計画を守っていないと認める場合において、重大な労働災害が再発するおそれがあると認めるときは、当該事業者に対し、重大な労働災害の再発の防止に関し必要な措置をとるべきことを勧告することができる（第78条5項）。この勧告を受けた事業者がこれに従わなかったときは、その旨を公表することができる（第78条6項）。
- 第5項の厚生労働大臣による勧告は、指示を受けたにもかかわらず計画を提出しない場合や特別安全衛生改善計画を守っていないと認められる場合において、重大な労働災害が再発するおそれがあると認められるときに対象となるものであること。この勧告において示された必要な措置をとることに着手しない場合は、第6項の公表の対象となること。公表については、企業の名称及び本社事業場の所在地、発生させた重大な労働災害の概要、公表するに至った事由について行うものであること（平成27年5月15日基発0515第1号）。

本制度の趣旨は、同様の重大な労働災害の再発を防止するため、必要な対策を企業（事業者）の関係事業場に水平展開することにあるため、例えば、特別安全衛生改善計画の作成対象であることが当該重大な労働災害の発生日から一定の時間を経過後に判明した企業について、その計画の作成指示を行う段階において、既に企業の全社的な再発防止対策が実施されていることが確認された場合又は再発防止対策の対象となる作業が全て廃止されている場合などについては、当該計画の作成の指示は行わないものであること（平成27年5月15日基発0515第1号）。